# Maria Nobre Franco
Maria de Assunção Nobre Franco Barbosa de Carvalho (Messejana, 1938 — Cascais, 19 de maio de 2015) foi uma galerista, colecionadora e curadora de arte portuguesa. Foi a primeira diretora do Museu Berardo.

## Biografia
Licenciada em Filologia Clássica, pela Faculdade de Letras da Universidade de Lisboa, Maria Nobre Franco frequentou ainda o curso de Pierre Francastel (Filosofia da Arte), na Sorbonne, Paris. Esteve ligada à luta antifascista, tendo sido presa pela PIDE depois de assinar uma carta de protesto contra o assassinato, em 1961, do escultor José Dias Coelho. Depois dessa prisão fixou-se em Paris (1962-1965). De um primeiro casamento (com o sociólogo José Carlos Ferreira de Almeida), foi mãe do cineasta Bruno de Almeida.
Foi depois casada com Rui Valentim de Carvalho (1931-2013), pioneiro da indústria musical portuguesa. Foi num dos espaços dessa editora (Palácio das Alcáçovas, Lisboa), que fundou a Galeria Valentim de Carvalho (1984-1995), uma galeria marcante no panorama artístico nacional das décadas de 1980 e 1990. Mário Cesariny, Helena Almeida, Ana Jotta, Ângelo de Sousa, Alberto Carneiro, José Escada, Jorge Martins, René Bértholo, Joaquim Bravo, António Palolo, Xana (Alexandre Barata), José Pedro Croft, Pedro Calapez e Rui Sanches, foram alguns dos artistas que trabalharam com essa galeria. Entre os artistas internacionais apresentados pela galeria contam-se Donald Judd, Tony Smith, Joel Shapiro, Carl Andre e Robert Gober.
Maria Nobre Franco deixou a Galeria Valentim de Carvalho em 1994; nesse mesmo ano assessorou Vítor Constâncio na presidência de Lisboa’94 – Capital Europeia da Cultura. Em 1997 assumiu a direção do Sintra Museu de Arte Moderna – Coleção Berardo, cargo que ocupou até 2008, quando foi criado o atual Museu Coleção Berardo, Lisboa. "Como diretora, deu grande visibilidade a artistas nacionais, tanto jovens como já com carreiras mais longas e provas dadas, mostrando o seu trabalho ao lado dos artistas estrangeiros representados na coleção. Entre as exposições que organizou contam-se, por exemplo, as dedicadas aos portugueses Rui Chafes e Júlio Pomar, ao irlandês Michael Craig-Martin, à espanhola Susana Solano e ao luso-brasileiro Fernando Lemos".
Em 2008 Maria Nobre Franco integrou a administração da Fundação Árpád Szenes-Vieira da Silva, em representação da Câmara Municipal de Lisboa. Foi administradora da Fundação Júlio Pomar (2004-2013). Foi condecorada pelo Presidente da República Jorge Sampaio, com o grau de Comendador da Ordem do Infante D. Henrique a 8 de março de 2005. Os que a conheceram de perto e trabalharam com ela destacam as suas qualidades profissionais e humanas; nas palavras de Jorge Martins, "[Maria Nobre Franco] era uma pessoa excecionalmente sensível, generosa, afetuosa. Uma mulher cheia de qualidades e uma capacidade de ação muito grande".
Pode aceder à página de facebook sobre Maria Nobre Franco em https://www.facebook.com/marianobrefranco